# Réserve naturelle Pineta di Santa Filomena
La réserve naturelle Pineta di Santa Filomena est un espace naturel protégé créé dans les Abruzzes en 1977. Elle est située dans les communes de Pescara et Montesilvano , dans la province de Pescara,.

## Historique
Avec la réserve naturelle Pineta Dannunziana, elle constitue la dernière zone de ce qui fut au fil des siècles une grande pinède qui s'étendait sur toute la côte environnante. La réserve est entourée au nord, au sud et à l'ouest par des zones bâties, tandis que, dans la partie orientale, elle surplombe la côte de Pescara et de Montesilvano et donc la mer.
À l'intérieur de la pinède, se trouve un centre de récupération de rapaces géré par le Corps forestier d'État.

## Flore et faune
La flore de la pinède est caractérisée par la prédominance de pin maritime, avec une présence modeste de pin parasol. Cette dernière n'est pas originaire de la côte moyenne de la mer Adriatique et avait été introduite dans la région pour augmenter la production de résine pendant les années d'autarcie fasciste, lorsque l'on expérimentait l'utilisation de sous-produits végétaux dans l'industrie chimique. On y trouve également quelques feuillus persistants, comme le laurier et le chêne vert.
Certaines espèces d' oiseaux trouvent refuge dans la pinède, notamment les hirundinidae, la guifette noire, le goéland leucophée et le Grand Cormoran. Par ailleurs, certaines espèces trouvent refuge dans la réserve pour nidifier : le grimpereau des jardins, la mésange charbonnière, la mésange bleue, la fauvette à tête noire, le tarier d'Afrique.

## Galerie

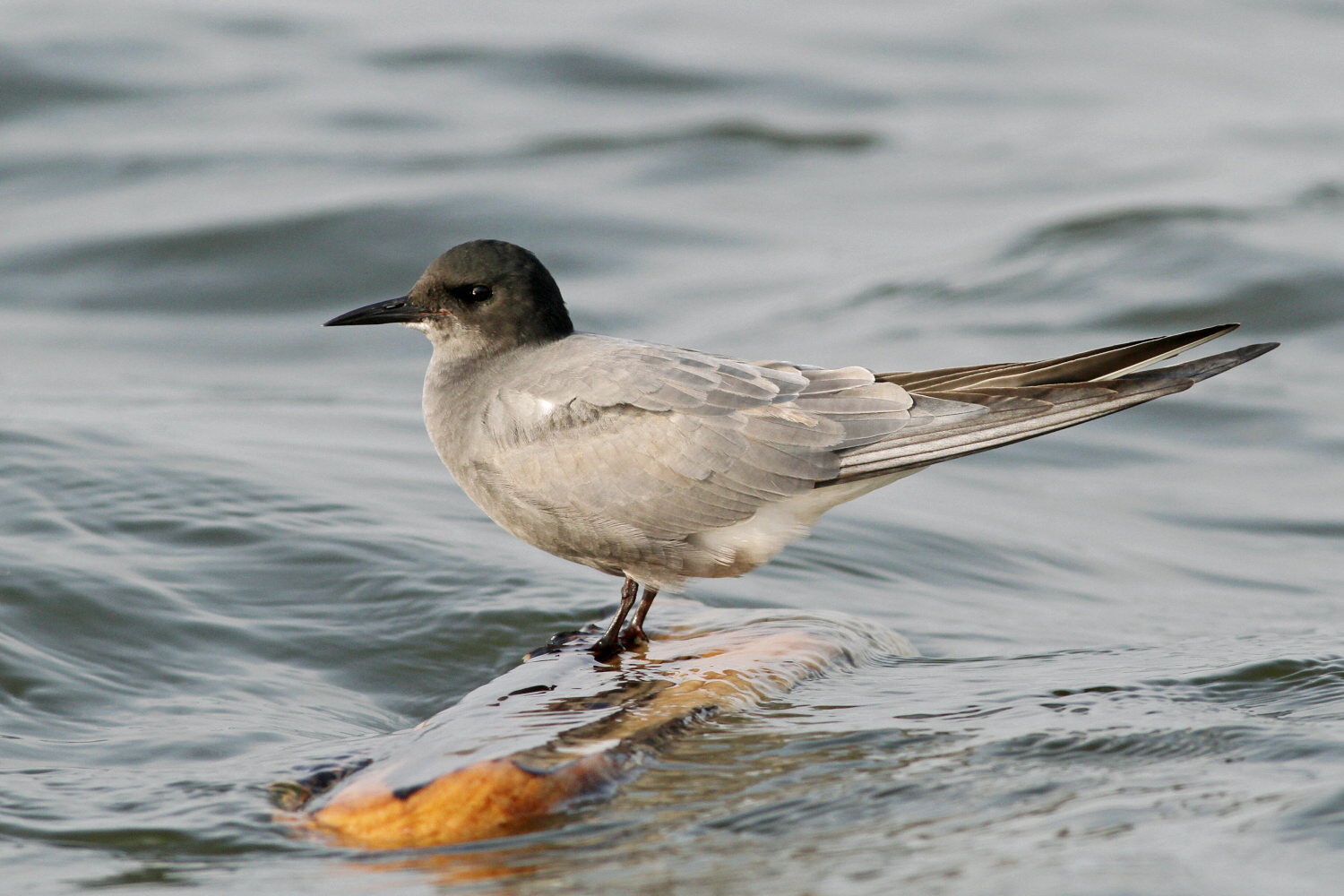
Guifette noire.
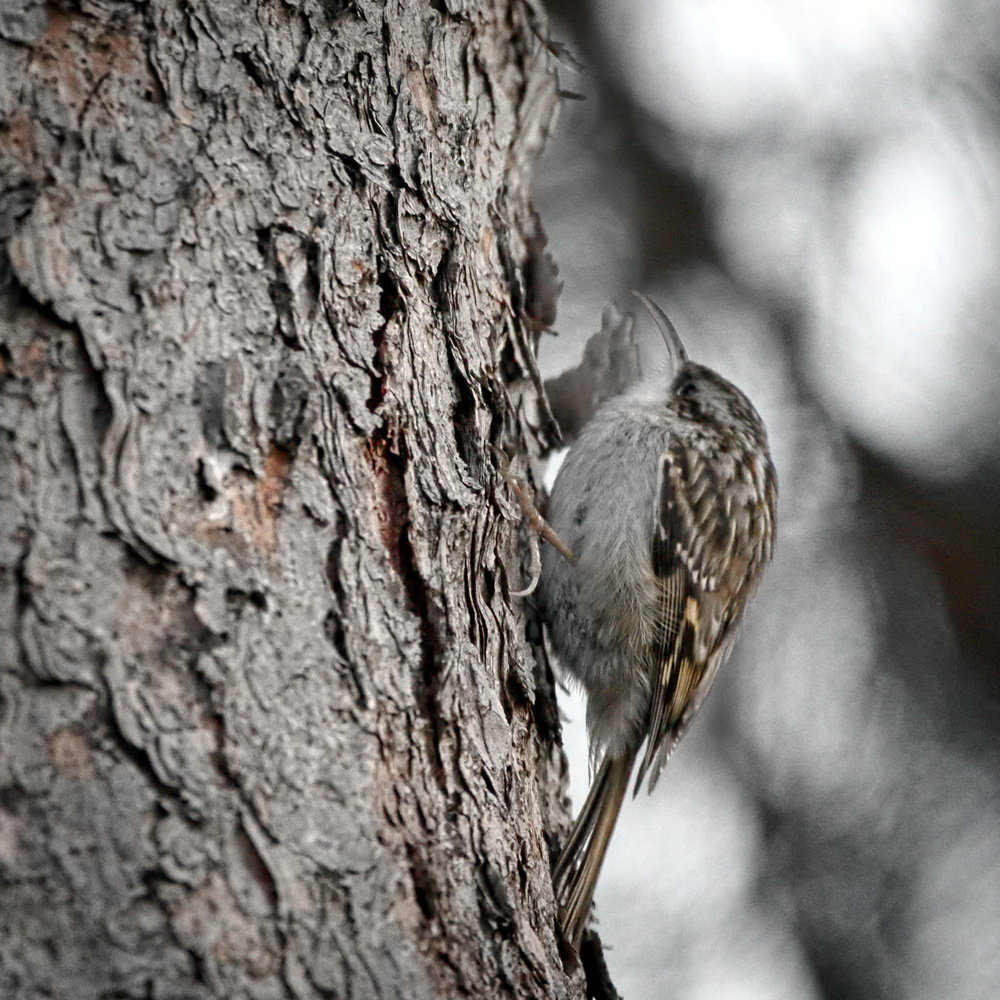
Grimpereau des jardins.
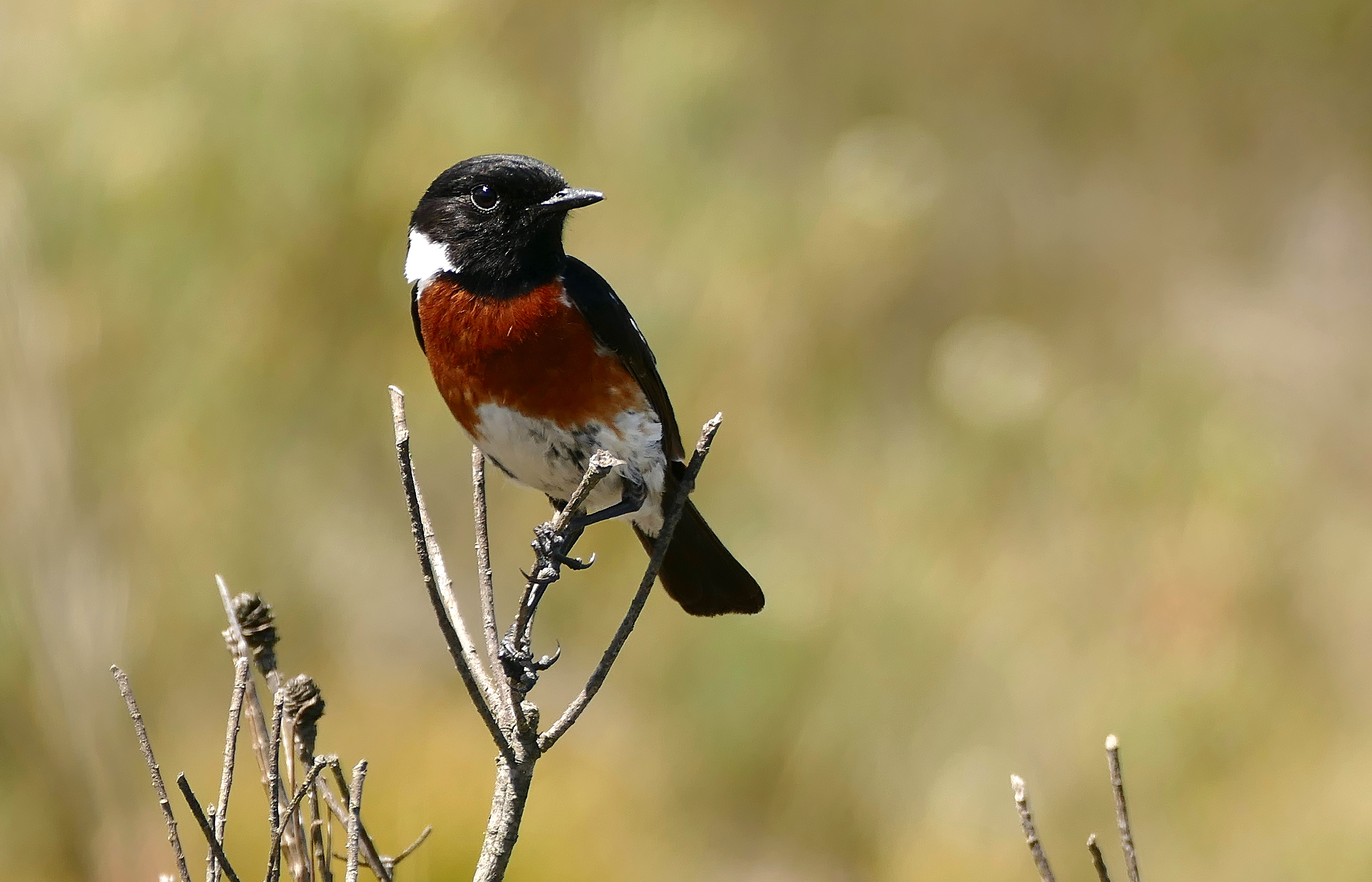
Tarier d'Afrique.